# گناهان و معجزات
گناهان و معجزات (به اسپانیایی: Pecados y Milagros)  هفتمین آلبوم استودیویی از خواننده-ترانه‌سرای مکزیکیی لیلا داونز است که در ۱۸ اکتبر ۲۰۱۱ منتشر شد. جلد آلبوم در ۳۱ اوت ۲۰۱۱ منتشر شد. این آلبوم در بیلبورد ۲۰۰ هفتمین آلبوم شد و برای لیلا داونز این چهارمین رتبه در میان آلبوم‌های پرفروش وی شد. در میان چارت آلبوم‌های برتر لاتین بیلبورد به مدت ۱۲ هفته اول بود.
این آلبوم شامل چهارده مورد، شش توسط لیلا نویسنده و بقیه مسائل از آهنگسازان مانند خوزه آلفردو جیمنز، توماس مندز و مارکو آنتونیو سولیس. 